# 森田光德
森田 光德（もりた みつのり、1931年（昭和6年）7月15日 - 2007年（平成19年）9月17日）は、日本の実業家。シャボン玉石けん株式会社の3代目代表取締役社長。

## 経歴
福岡県若松市（現・北九州市若松区）で、石鹸の卸問屋の創業者である森田範次郎の三男として産まれる。学習院大学進学後、演劇に熱中し劇評家を目指したが、親に請われて3年の条件で、卸問屋を法人化した株式会社森田商店に入社した。
1964年（昭和39年）、2代目社長だった範次郎の長男が急逝したことに伴い、急遽社長に就任した。本社を若松区から小倉北区に移転し社名を森田商事に改称。主力商品を石鹸から合成洗剤に切り替えたことで業績は上がり、1965年（昭和40年）代には年商が8,000万円を越え、社員は60人以上に達した。
1971年（昭和46年）3月、国鉄門司鉄道管理局から機関車洗浄のための無添加粉石鹸の要望があり、光徳は二つ返事で要望に応じた。当初は佐世保市の下請け工場に発注したが、生産できないとの回答があったため、光徳自ら工場に向かい、製法を改良して1ヶ月後に日本工業規格を上回る「石鹸成分96%、水分5%」の無添加粉石鹸の製造に成功した。光徳は試作品を自宅で使用したが、毎年梅雨時に悩まされていた湿疹が数日で治り、合成洗剤に戻すと1日で再発症した。合成洗剤の成分が身体に影響を与えていることに光徳は衝撃を受け、1974年（昭和49年）春、首の激痛で緊急入院し高血圧の中で死線をさまよった光徳は、「身体に悪いとわかった商品を売るわけにはいかない」と一大決心をして、退院翌日に全社員を集めて無添加石鹸の専業を宣言した。
1974年8月には無添加石鹸を「無公害・無添剤・粉末洗濯石けんデラックス」の名で発売したが全く売れず、8,000万円あった売り上げは1ヶ月で78万円に激減した。しかし光徳は「まだゼロにはなっていない」と販売を続け、商品名を変更したり、工場の公開や全国各地での年数十回にわたる講演で、無添加石鹸の利点をアピールした。赤字経営は17年に及び、社員は5人まで減ったが、1991年（平成3年）に著した『自然流「せっけん」読本』が初版2万部のベストセラーとなって全国から無添加石鹸の注文が殺到。OEM生産の依頼も舞い込むようになり、販売開始から18年目で黒字に転換した。
しかし晩年は体調を崩すことも多くなり、2007年（平成19年）に社長を当時30代の息子に譲って相談役に回り療養生活に入ったが、半年後の9月17日午前11時20分、入院中の北九州市内の病院にて死去した。享年76。

## エピソード
無添加石鹸にこだわり続けたが、液体石鹸を作ることには「品質が劣化する」として最後まで反対であったという。しかし、跡を継いだ息子が、北九州市消防局と共同による消火剤開発を基に、無添加の液体石鹸実用化に成功。現在では売り上げの中心となった。

## 著書
- 『シャボン玉と家康の人生訓 禍福は糾える縄の如し』 シャボン玉企画 1987年
- 『自然流「せっけん」読本』 農山漁村文化協会 1991年 ISBN 978-4-5409-0130-0
  - 後に文庫化（サンマーク文庫A-4 2005年 ISBN 978-4-7631-8300-2）
- 『環境浄化石けん』 サンマーク出版 2005年 ISBN 978-4-7631-9592-0

## 関連書籍
- 沢辺克己『好信楽―シャボン玉石けん社長 森田光徳聞書』 西日本新聞社 2003年 ISBN 978-4-8167-0568-7
- ススメ！石けん生活製作委員会『ススメ！石けん生活 自然流ママ必読本』 幻冬舎メディアコンサルティング 2006年 ISBN 4-344-99552-X：監修